# Макклелланд, Сэмюэль
Сэмюэль «Бо» Макклелланд (англ. Samuel "Bo" McClelland; ум. 10 мая 1983 года) — ольстерский лоялист и юнионист, командир (начальник штаба) Ольстерских добровольческих сил в 1966—1973 годах во время конфликта в Северной Ирландии.

## Биография
Уроженец Белфаста, жил на Шенкилл-роуд. Доподлинно известно, что Макклелланд солгал военкомату о своей дате рождения и возрасте, чтобы поступить на службу в полк Королевских ольстерских стрелков Британской армии. Он участвовал в Корейской войне и благодаря этому опыту в 1966 году был назначен командиром Ольстерских добровольческих сил (ОДС) — паравоенной (военизированной) лоялистской организации протестантов — по решению её первого командира Гасти Спенса.
Макклелланд был дисциплинированным военным и за время своей деятельности в ОДС расширил численность этой организации, следуя намеченным Спенсом указаниям. Он занялся преобразованием структуры этой организации ольстерских лоялистов наподобие Британской армии, чтобы в будущем руководить ей как регулярными воинскими частями. Вместе со Спенсом он разделял убеждения, что ОДС должна быть организацией с жёсткими критериями отбора, поэтому не старался мериться силами с Ассоциацией обороны Ольстера. В 1960-е годы из-за нехватки личных полномочий у Макклелланда в Ольстерских добровольческих силах наметилась некая инертность, тем более он вынужден был исполнять указания сидевшего в тюрьме Спенса.
С целью заполучения оружия для личного состава Макклелланд и руководство Ольстерских добровольческих сил были внедрены в движение лоялистов «Тара», начав сотрудничество с ними на Шенкилл-роуд. Макклелланд был назначен «офицером» в этом движении, хотя многие члены ОДС были недовольны акцентом организации на пропаганду гэльской культуры среди лоялистов. В 1971 году группа людей во главе с политиком, чьё имя не было установлено, вышли на связь с Макклелландом и стали внушать ему, что глава «Тара» Уильям Макграт — педофил. По словам Роя Гарленда, Макклелланд устроил скандал на встрече с Макгратом, сжёг книгу с именами членов Ольстерских добровольческих сил, вступивших в «Тара», и ушёл из штаб-квартиры. К этому моменту уже было очевидно, что дальнейшее сотрудничество с этой организацией было бессмысленным, и она не могла найти слов в своё оправдание.
В 1973 году Макклелланд был арестован, и фактическое руководство ОДС перешло к Джиму Ханна, хотя ожидалось, что таковым станет Томми Уэст.
Макклелланд скончался 10 мая 1983 года.